# Aron Pollitz
Aron Pollitz   (Basilea, 11 de febrer de 1896 - Basilea, 13 de novembre de 1977) fou un futbolista suís, que jugava de defensa, que va competir durant les dècades de 1910 i 1920.
El 1924 va prendre part en els Jocs Olímpics de París, on guanyà la medalla de plata en la competició de futbol. Pel que fa a clubs, defensà els colors del BSC Old Boys (1915-1924 i 1927-1928) i US Suisse Paris (1924-1926). Amb la selecció nacional jugà 23 partits entre 1920 i 1925, en què no marcà cap gol.